# Jerry Moran
Jerry Moran (Great Bend, 1954. május 29. –) az Amerikai Egyesült Államok Kansas államának szenátora.